# Monte Rotondo
El monte Rotondo (en corso: Monte Ritondu) es una montaña en el departamento de Haute-Corse en la isla de Córcega, Francia. A 2.622 m es el segundo más alto de Córcega, después del monte Cinto. Es el punto más alto del macizo del monte Rotondo .

## Ubicación
El pico de monte Rotondo se encuentra en el límite entre el municipio de Corte, al norte y al este, y Venaco, al sur y al oeste. Se encuentra al este de la punta Mufrena, de 2.590 metros, y al noreste del lago de Battomello. La montaña se encuentra dentro de la Réserve naturelle du Massif du Monte Ritondu y le da su nombre.

## Características físicas
El monte Rotondo tiene una altitud de 2.622 metros y una prominencia limpia de 1.170 metros. Está aislado por 20,31 kilómetros de su vecino más alto, el monte Cinto

## Senderismo
La ruta de senderismo al monte Rotondo desde la carretera D623 es de nivel moderado, y está en mejores condiciones de abril a octubre. El trayecto de ida y vuelta es de 11,9 kilómetros, con un desnivel de 1.510 metros. La ruta es fácil pero larga, y requiere una buena condición física. El sendero pasa por el lago de Oriente. Atraviesa un bosque de pinos, matorrales de maquis y rocas desnudas. La vista desde la cima ofrece un panorama de Córcega, que incluye el cap Corse al norte, el monte Cinto y la Paglia Orba justo enfrente, el monte de Oro, el monte Renoso y el monte Incudine al sur, con el mar en los lados este y oeste de la isla.

## Galería

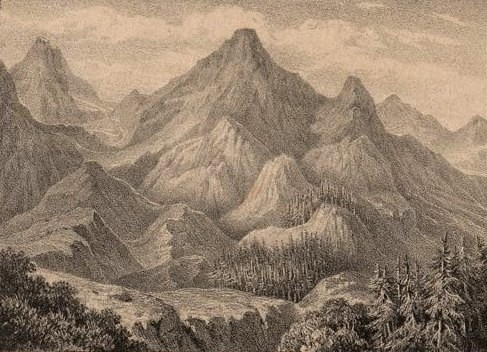
Monte Rotondo de la Histoire illustrée de la Corse de Galletti (1863)
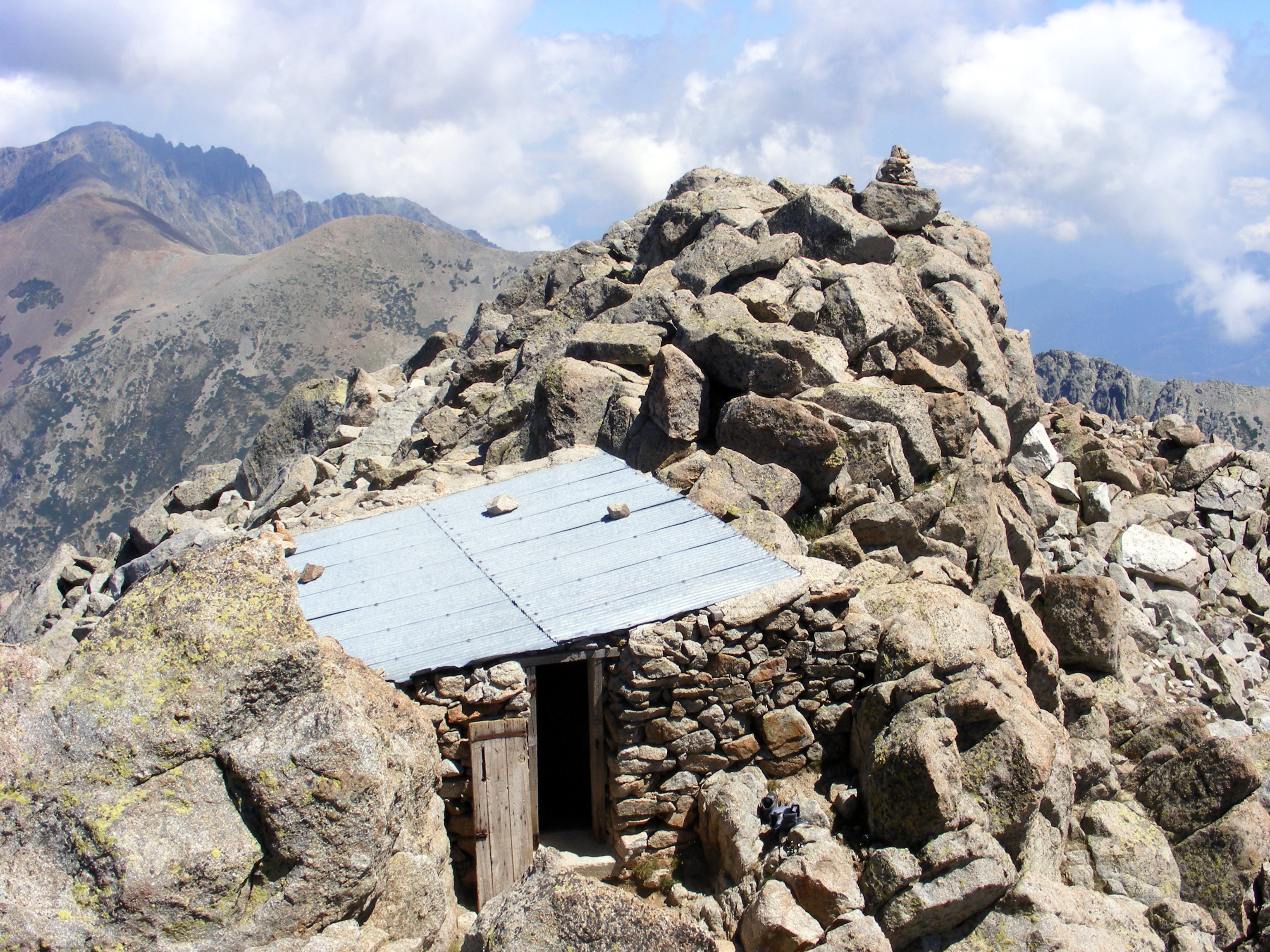
Refugio en la cumbre del monte Rotondo
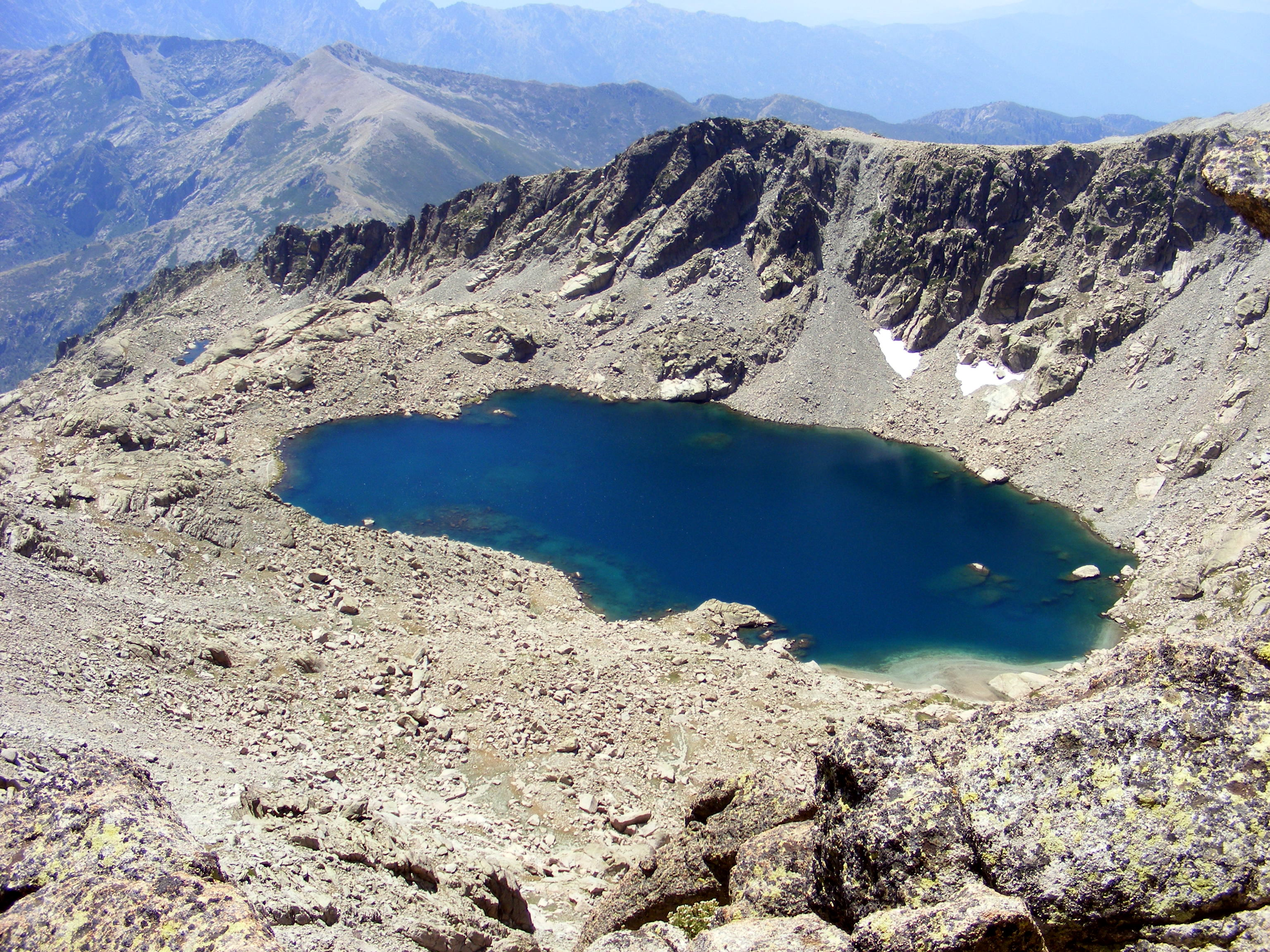
Lago Rotondo